# Global Gillette
Global Gillette è un'unità commerciale di Procter & Gamble. È il successore di Gillette Company, fondata da King Camp Gillette nel 1901; produce articoli relativi alla rasatura maschile del viso, cioè rasoi di sicurezza, schiume da barba e prodotti dopobarba. Ha sede a Boston nel Massachusetts (USA).

## Rasoi prodotti
- King Camp, il primo rasoio di sicurezza, che porta il nome dell'omonimo inventore che l'ha brevettato nel 1901.
- Trac II, introdotto nel 1971, il primo sistema di rasatura a doppia lama.
- Atra, introdotto nel 1977.
- Atra Plus, introdotto nel 1985, il primo rasoio con striscia lubrificante.
- Gillette Venus
- Sensor, introdotto nel 1990, con due lame montate su molle sensibili.
- Sensor Excel, introdotto nel 1993, con l'introduzione dei microfins.
- Sensor 3, aveva tre lame invece di due. Tutti i manici Sensor possono utilizzare le varie testine marchiate Sensor.
- Mach3, introdotto nel 1998, il primo rasoio a tre lame e cinque microfins.
- Mach3 Turbo, con dieci microfins.
- Mach3 Power (o M3 Power), con pila interna per vibromassaggio.
- Fusion, introdotto nel 2007, il primo rasoio a cinque lame.
- Fusion Power, con pila interna per vibromassaggio.
- Proglide, introdotto nel luglio 2011, con 5 lame "più sottili di un foglio di carta".
- Proglide Power, con pila interna per vibromassaggio.
- Proglide con tecnologia Flexball, introdotto nel febbraio 2015, con 5 lame e sistema che assicura una maggior aderenza sulle curve del viso/collo.
- Proglide Power con tecnologia Flexball, con pila interna per vibromassaggio.